# 89903 Post
89903 Post è un asteroide della fascia principale. Scoperto nel 2002, presenta un'orbita caratterizzata da un semiasse maggiore pari a 3,9668502 UA e da un'eccentricità di 0,1286147, inclinata di 5,62599° rispetto all'eclittica.
L'asteroide è dedicato all'astronoma amatoriale statunitense Cecil Post.